# كارلوس ألدونات ليون
كارلوس ألدونات ليون ولد في16 مايو 1916 توفي في18 يوليو 2018 كان كاهنًا يسوعيًا كاثوليكيًا تشيليًا ومعلمًا وكاتبًا ومروجًا للتجديد الكاريزمي الكاثوليكي في تشيلي وكذلك أحد معلمي البابا فرانسيس